# ديفيد منكر أبشير
ديفيد منكر أبشير (بالإنجليزية: David Manker Abshire)‏ (و. 1926 – 2014 م) هو دبلوماسي، ومؤرخ من الولايات المتحدة الأمريكية ولد في تشاتانوجا.

## التعليم
تعلم في الأكاديمية العسكرية الأمريكية.

## روابط خارجية
- ديفيد منكر أبشير على موقع مونزينجر (الألمانية)
- ديفيد منكر أبشير على موقع إن إن دي بي (الإنجليزية)